# Michl Binderbauer
Michl Binderbauer (* 1969 in Salzburg) ist ein österreichisch und US-amerikanischer Physiker, Unternehmer und CEO von TAE Technologie.

## Biografie
Binderbauer studierte Physik und wurde Bachelor of Science in Plasmaphysik und Master of Science in Physik der University of California, Irvine (UCI). Er promovierte 1996 an der UCI bei dem Pionier für Fusionsenergie Professor Norman Rostoker in Plasmaphysik und absolvierte sein Postdoc bei Rostoker, mit dem der die TAE mitgründete.

Er war von 1998 bis 2015 17 Jahre lang Chief Technology Officer (CTO) der TAE wurde dann Präsident und ab 2017 Chief Executive Officer (CEO) der TAE. Er arbeitete zusammen mit Toshiki Tajima.

TAE ist ein branchenführendes privates Unternehmen, das kommerzialisierte nicht radioaktiver Kernfusionsenergie und anderer  Technologien entwickelt. Binderbauer ist Miterfinder vieler Entwicklungsergebnisse in der Fusionsenergie, Energieverwaltung und bei Teilchenbeschleunigern. Er  hält mehr als 100 US und internationalen Technologie - Patente.
Er leitete eine Partnerschaft mit Google, um maschinelles Lernen und Künstliche-Intelligenz-Technologie auf die Fusionsforschung anzuwenden. 2014 haben TAE und Google gemeinsam den Optometrist Algorithmus entwickelt, als Kombination von menschlicher und Computerintelligenz zur Steigerung der Effizienz des Lernens.

## Werke
- Veröffentlichungen in den Zeitschriften Physical Review und Nature Communications.